# 古斯塔夫·克林姆
古斯塔夫·克林姆（1862年7月14日—1918年2月6日），是出身維也納的象徵主義畫家，也是維也納分離派運動最具代表性的成員之一。克里姆特以其繪畫、壁畫、素描和其他藝術品而聞名。克里姆特的主要主題是女性身體，他的作品以坦率的情色性為標誌。
在他的藝術生涯早期，他是一位成功的以傳統方式進行建築裝飾的畫家。隨著他開始形成更加個人化的風格，他的作品成為爭議的主題，當他在 1900 年左右為維也納大學大會堂天花板完成的畫作被批評為色情作品時，爭議達到了高潮。隨後，他不再接受公共委託，而是憑藉他的“金相”畫作取得了新的成功，其中許多畫作包括金箔。克里姆特的作品對埃貢·席勒（Egon Schiele）產生了重要影響。
1918年，克林姆因染上西班牙型流行性感冒引起中風與肺炎等而病故。

## 畫作

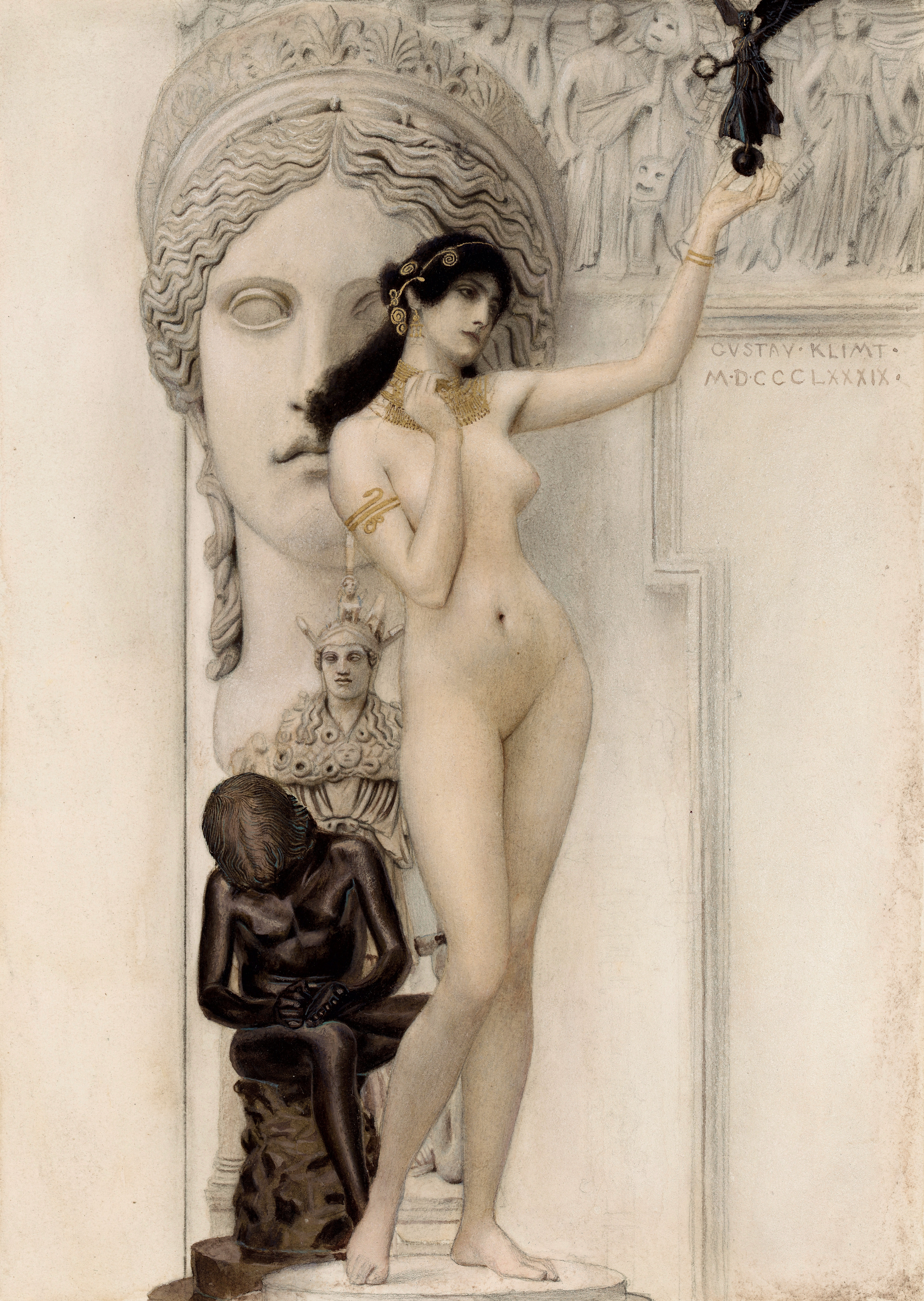
《雕塑的寓意》，1889年
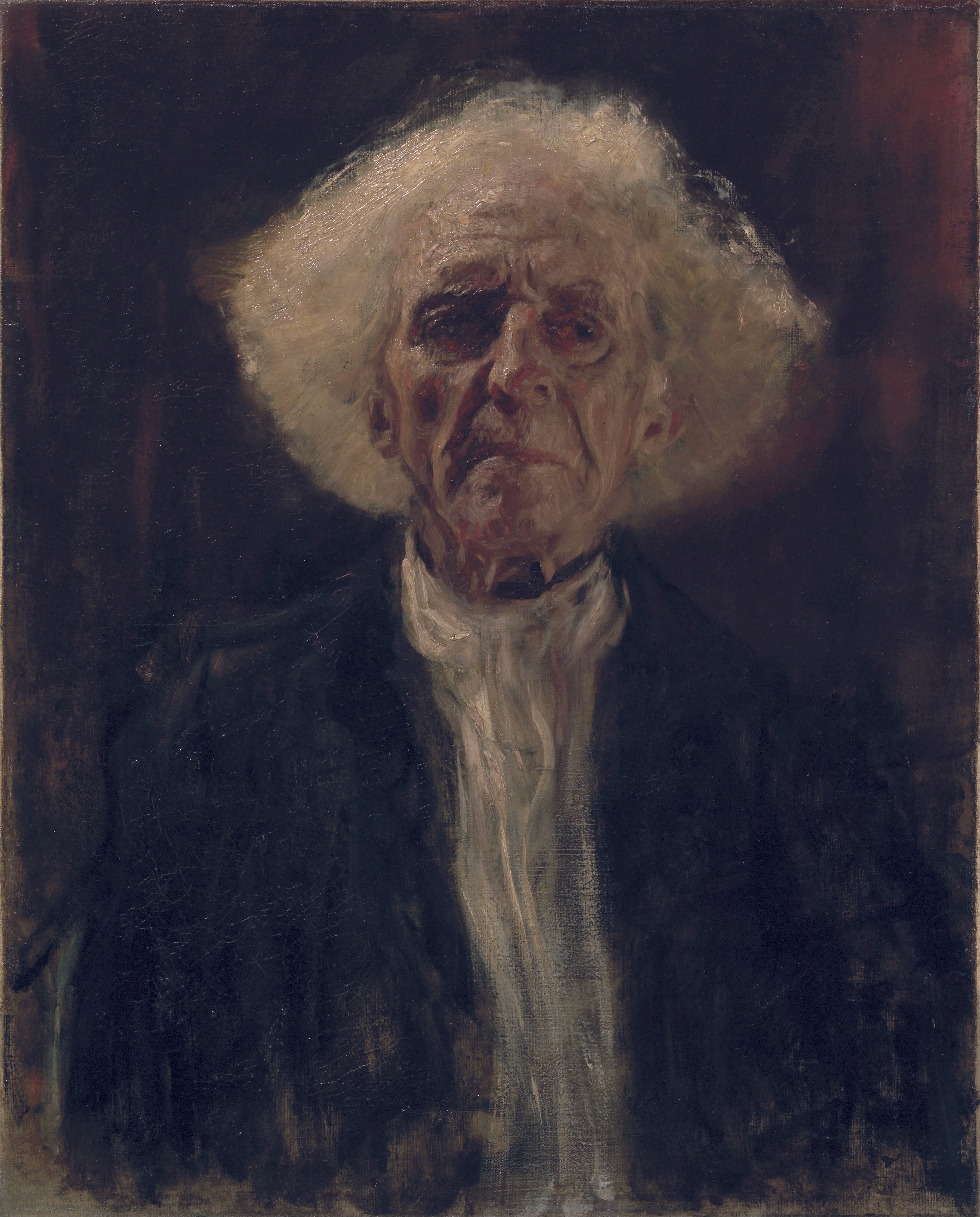
《盲人》，1896年，利奧波德博物館
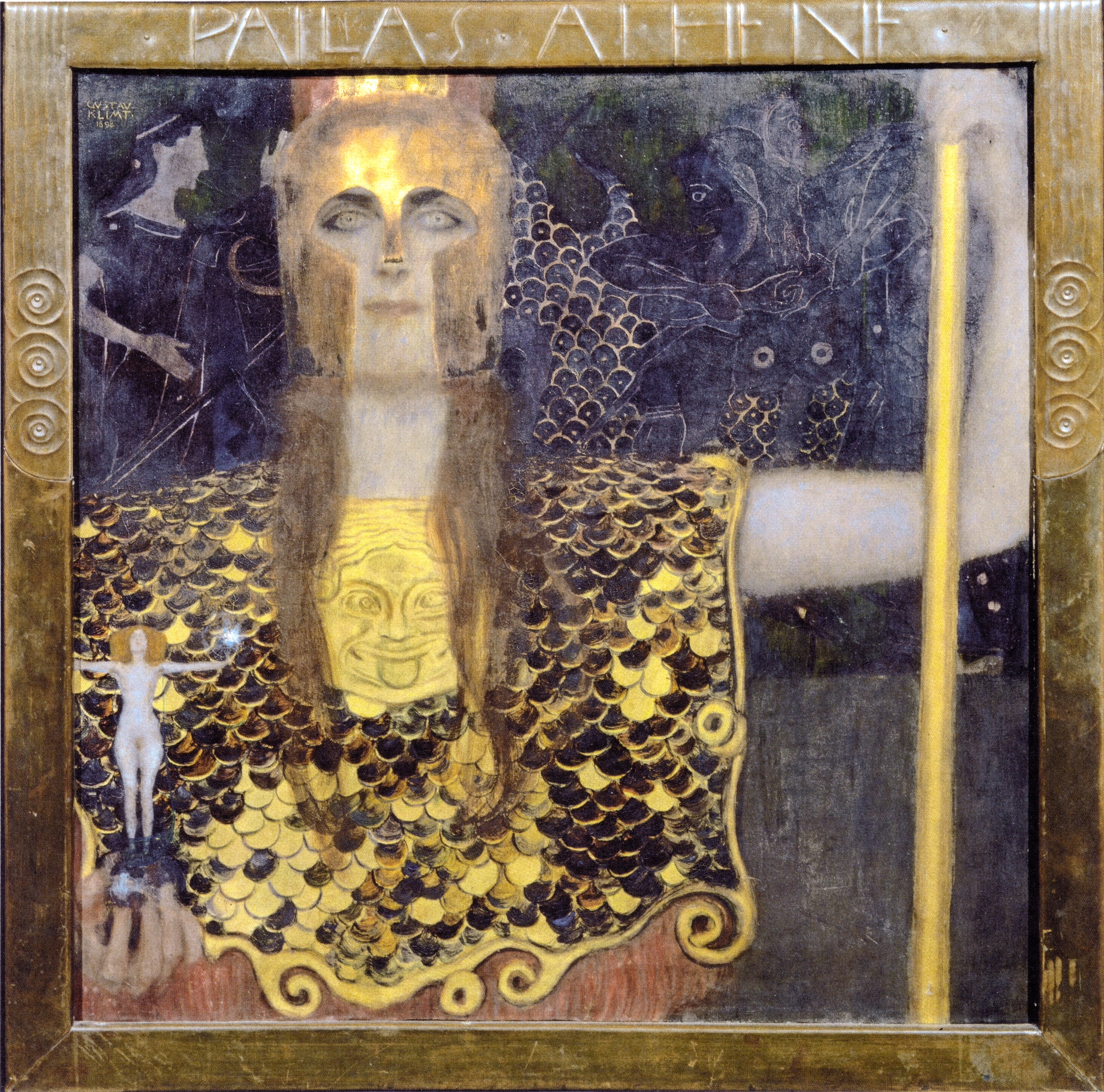
《女神雅典娜》，1898年
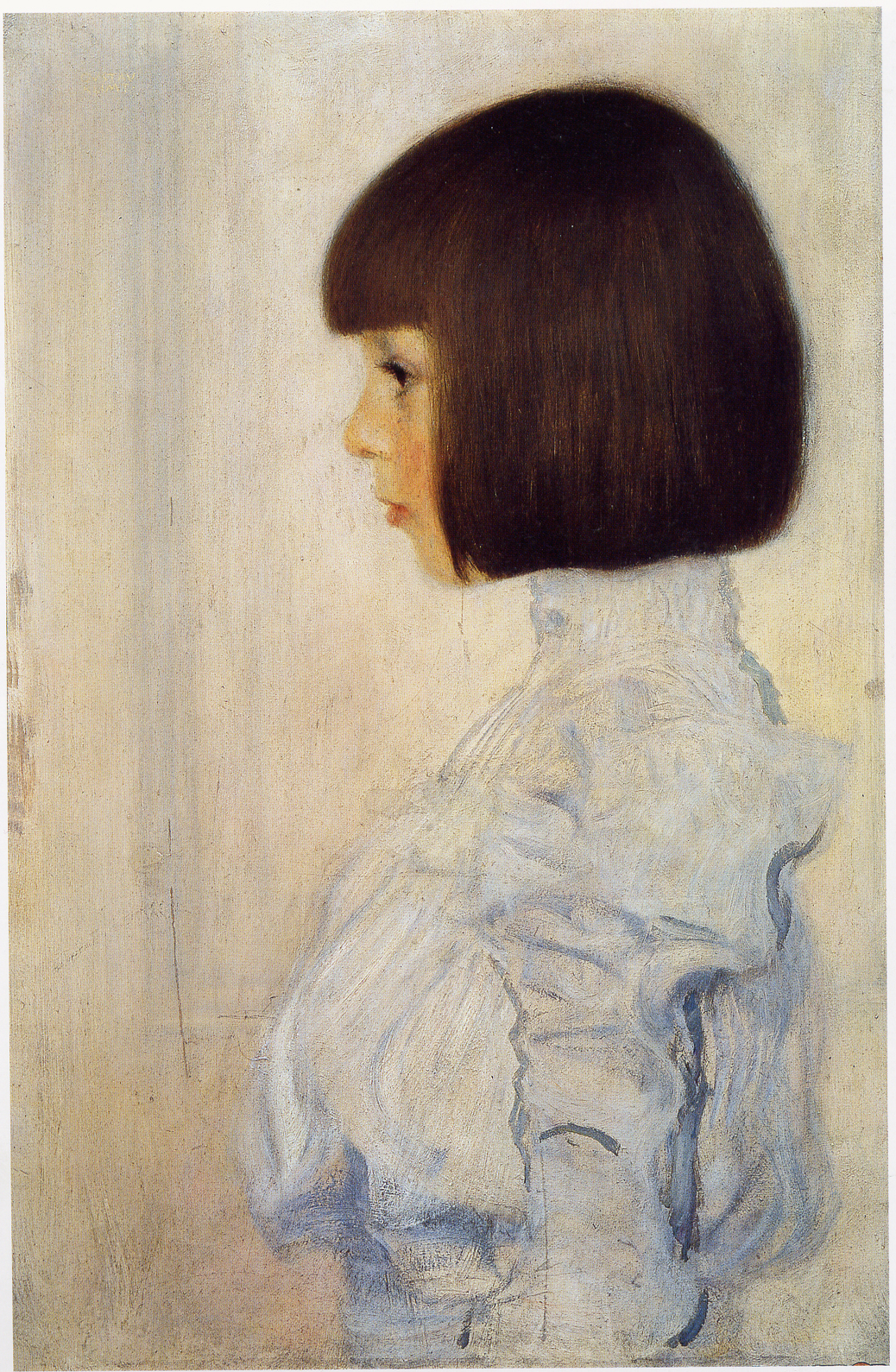
《姪女海倫·克林姆肖像》，1898年
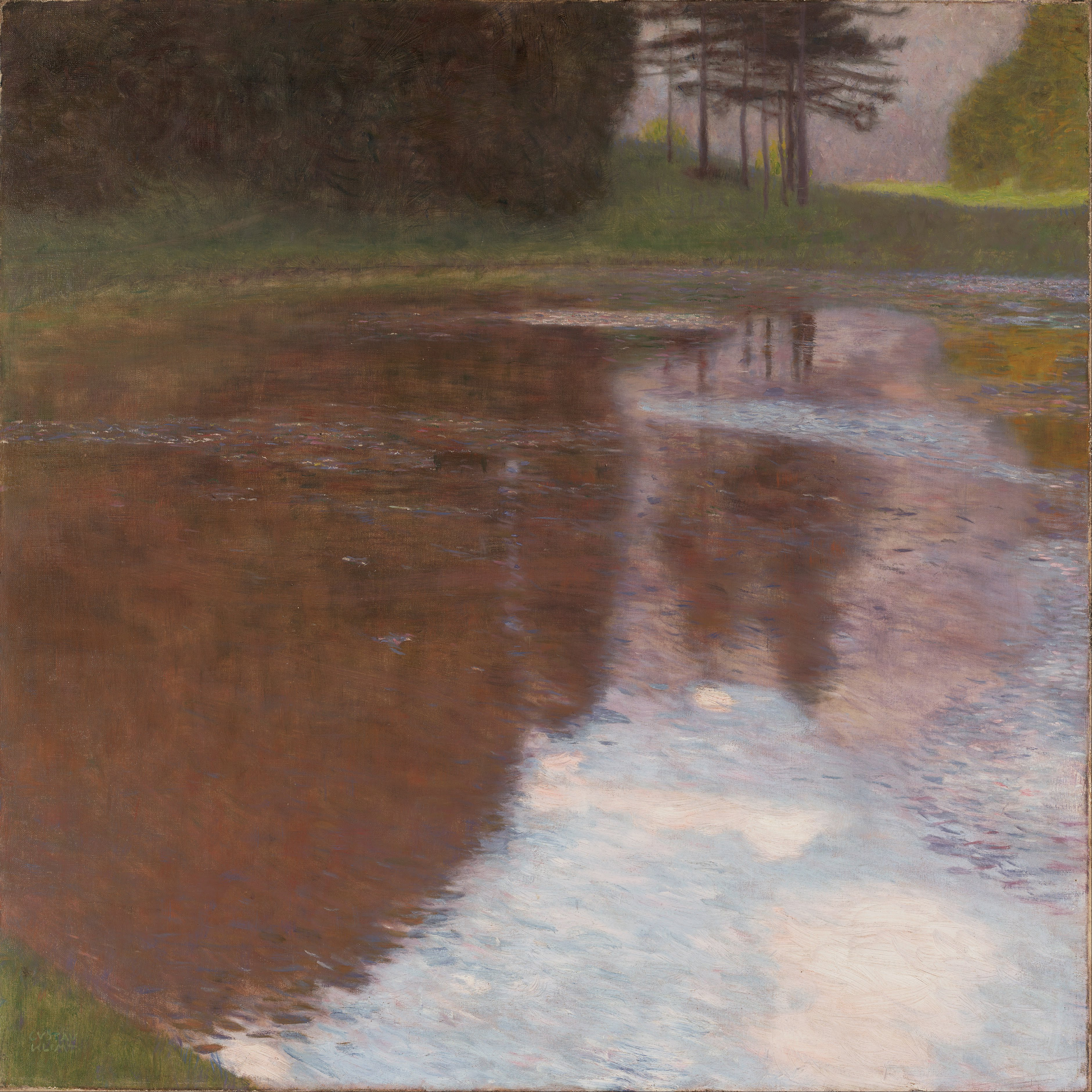
《靜池晨景》，1899年
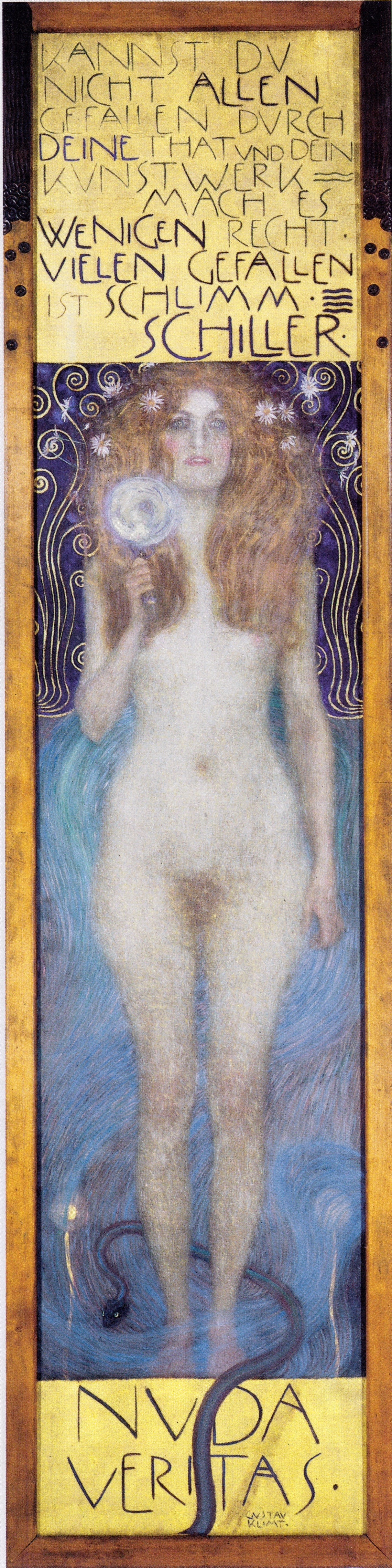
《赤裸裸的真實》，1899年
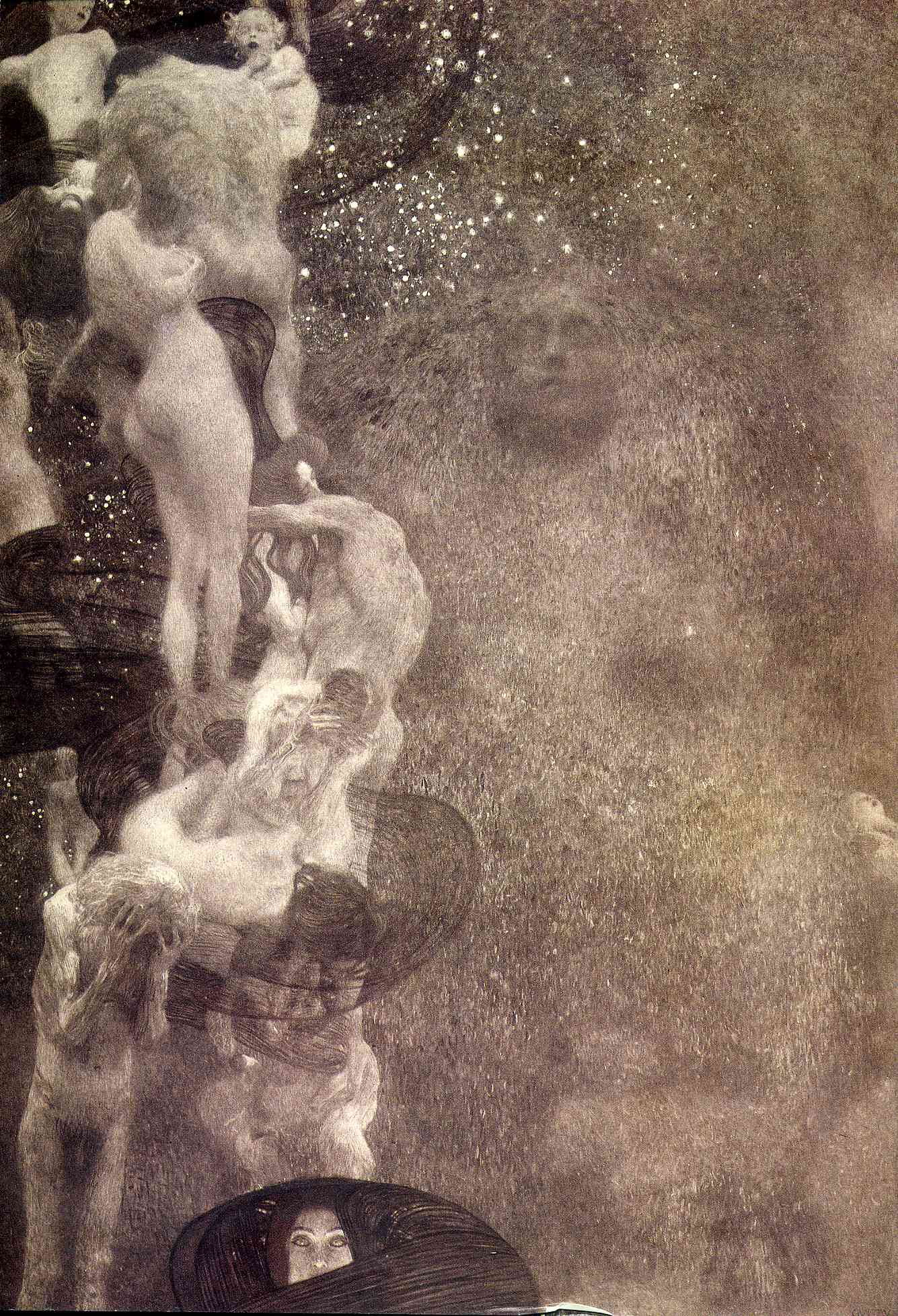
《哲學》，繪於1899-1907年，毀於1945年
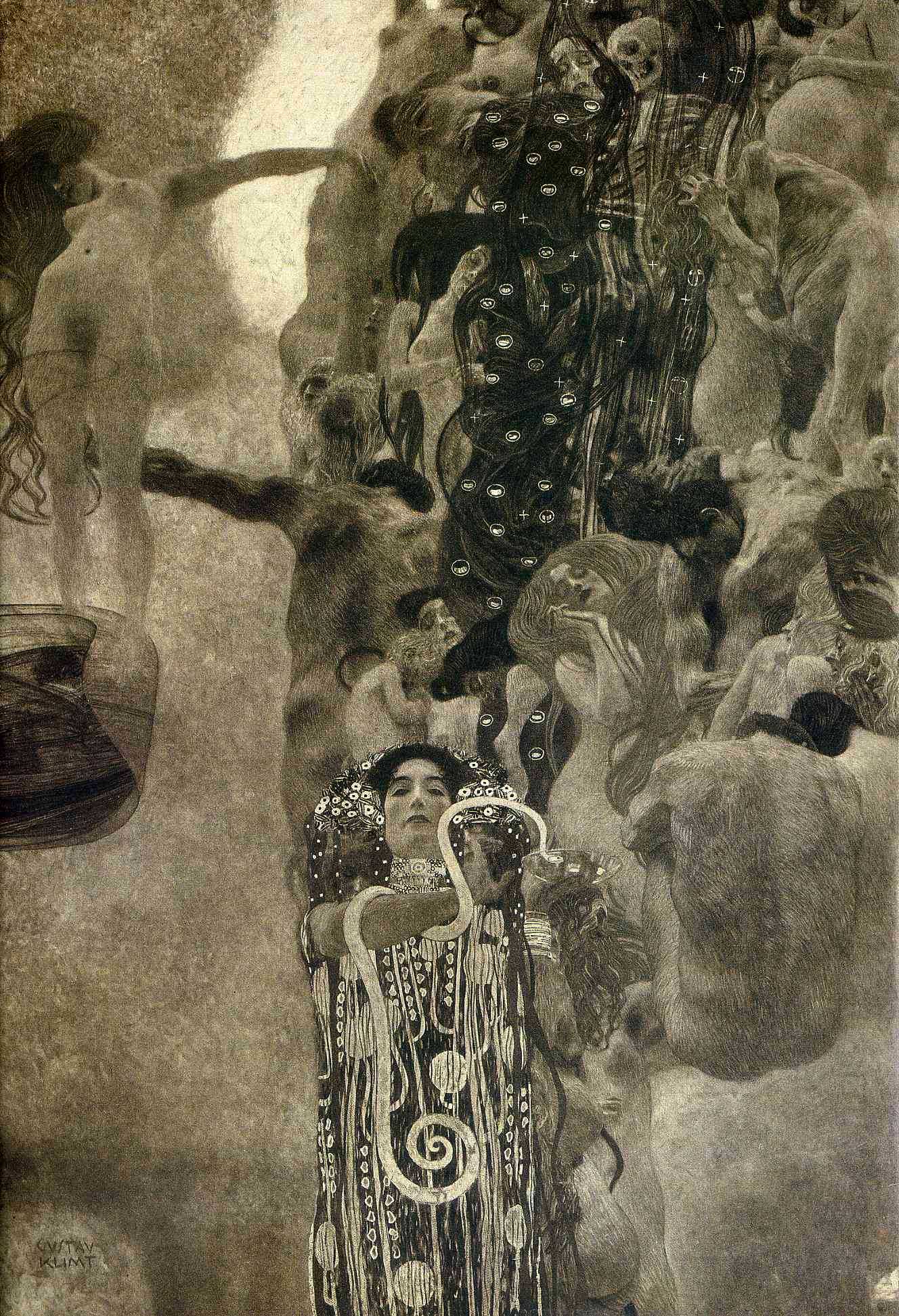
《醫學》，1899-1907年，毀於1945年
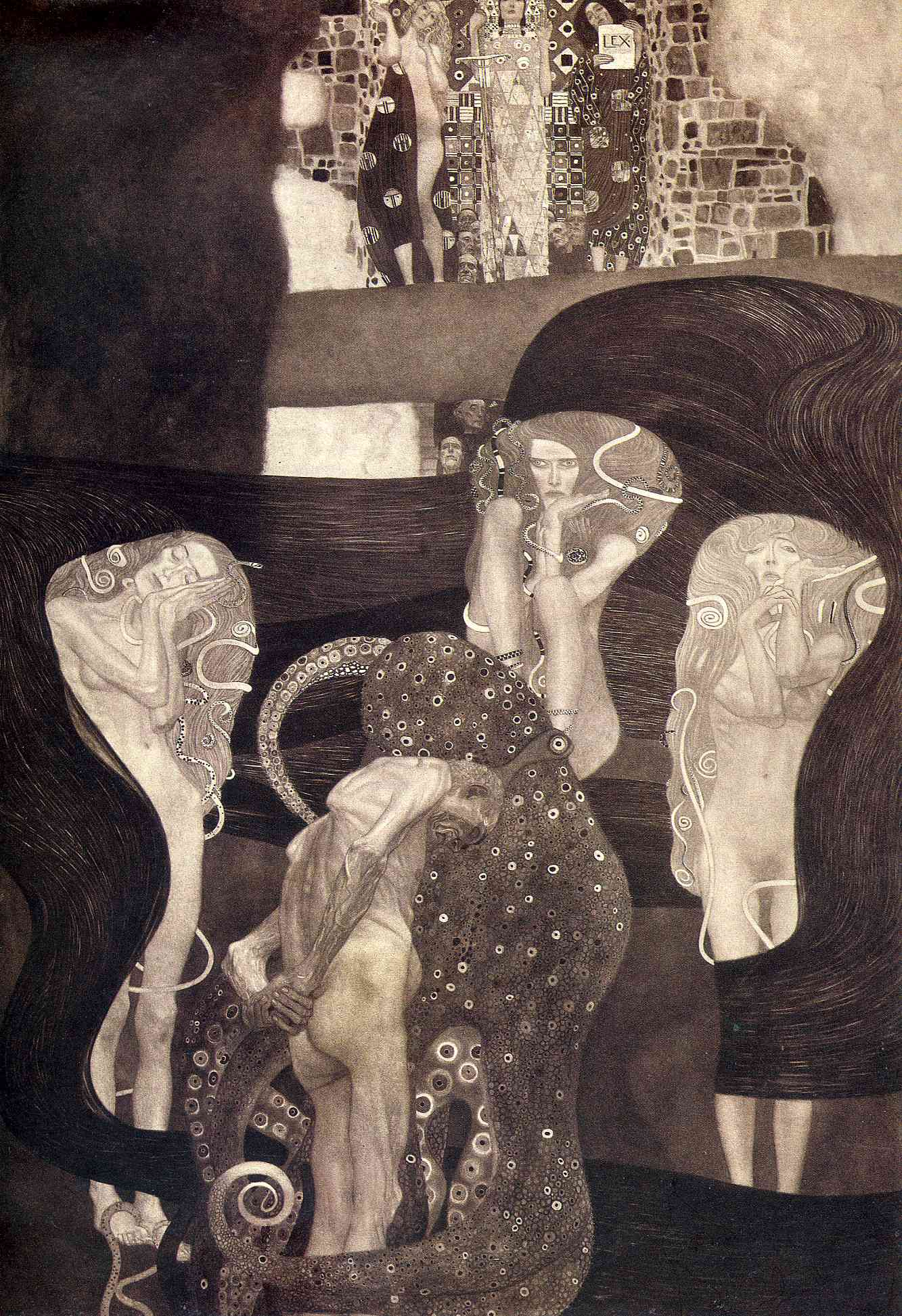
《法學》，1899-1907年，毀於1945年
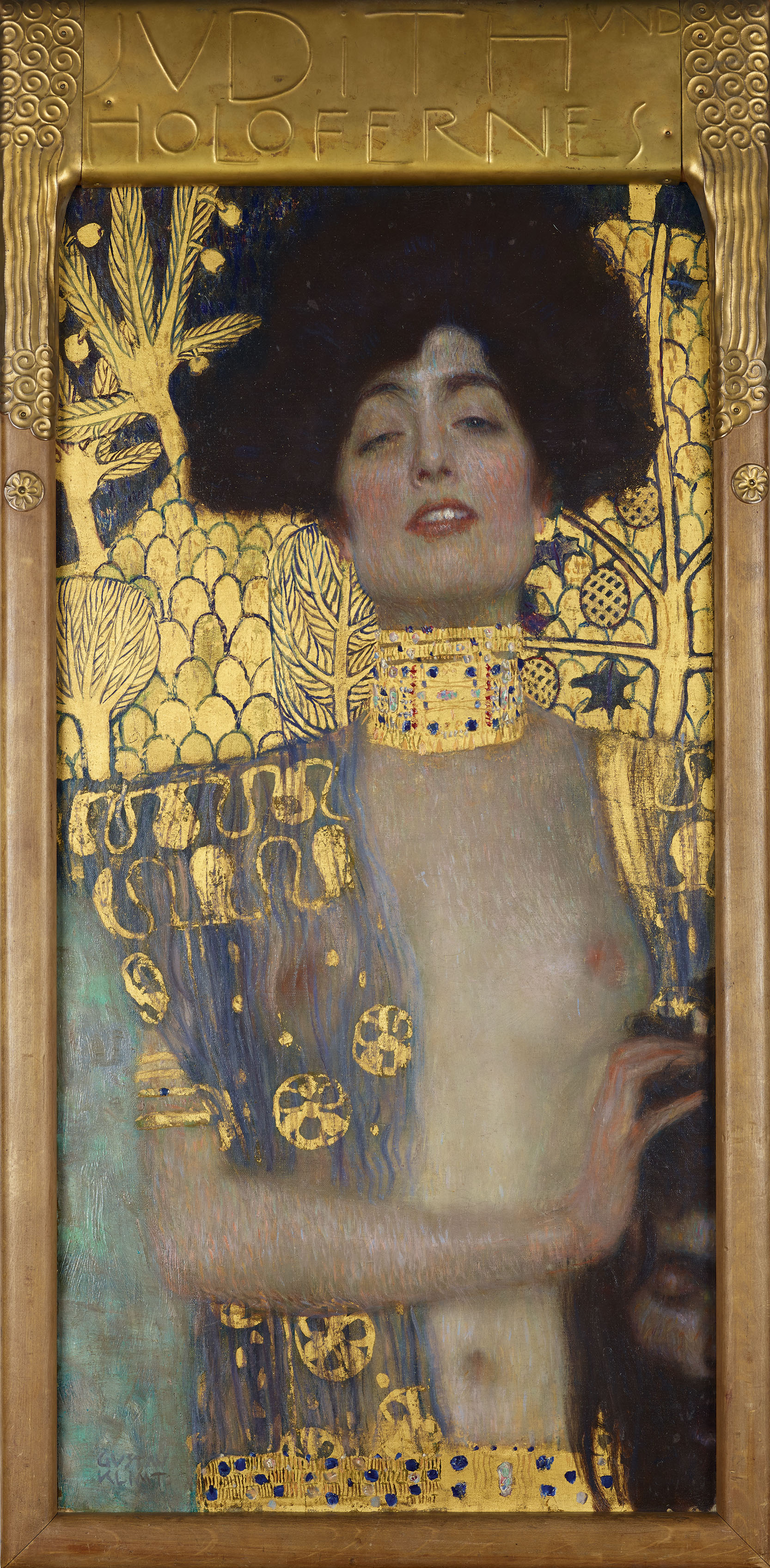
《赫勒弗尼斯的頭與友弟德》，1901年，維也納奧地利美景宮美術館
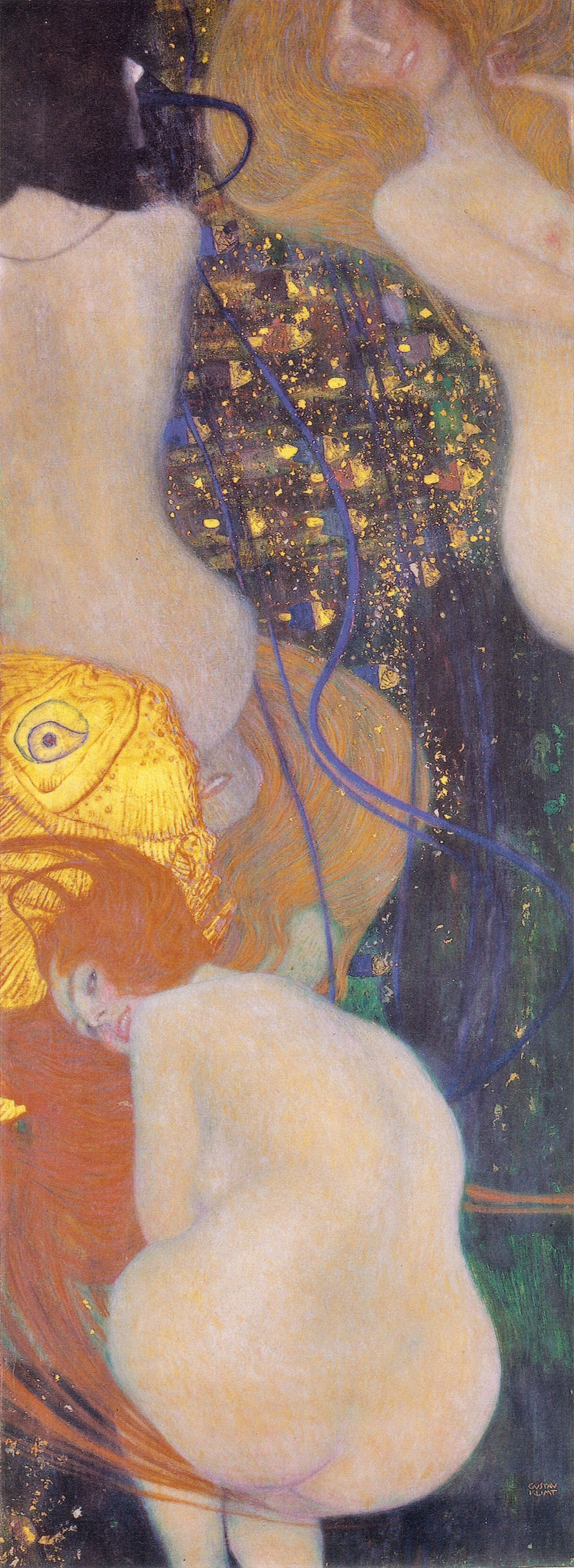
《金魚》，1901-02年
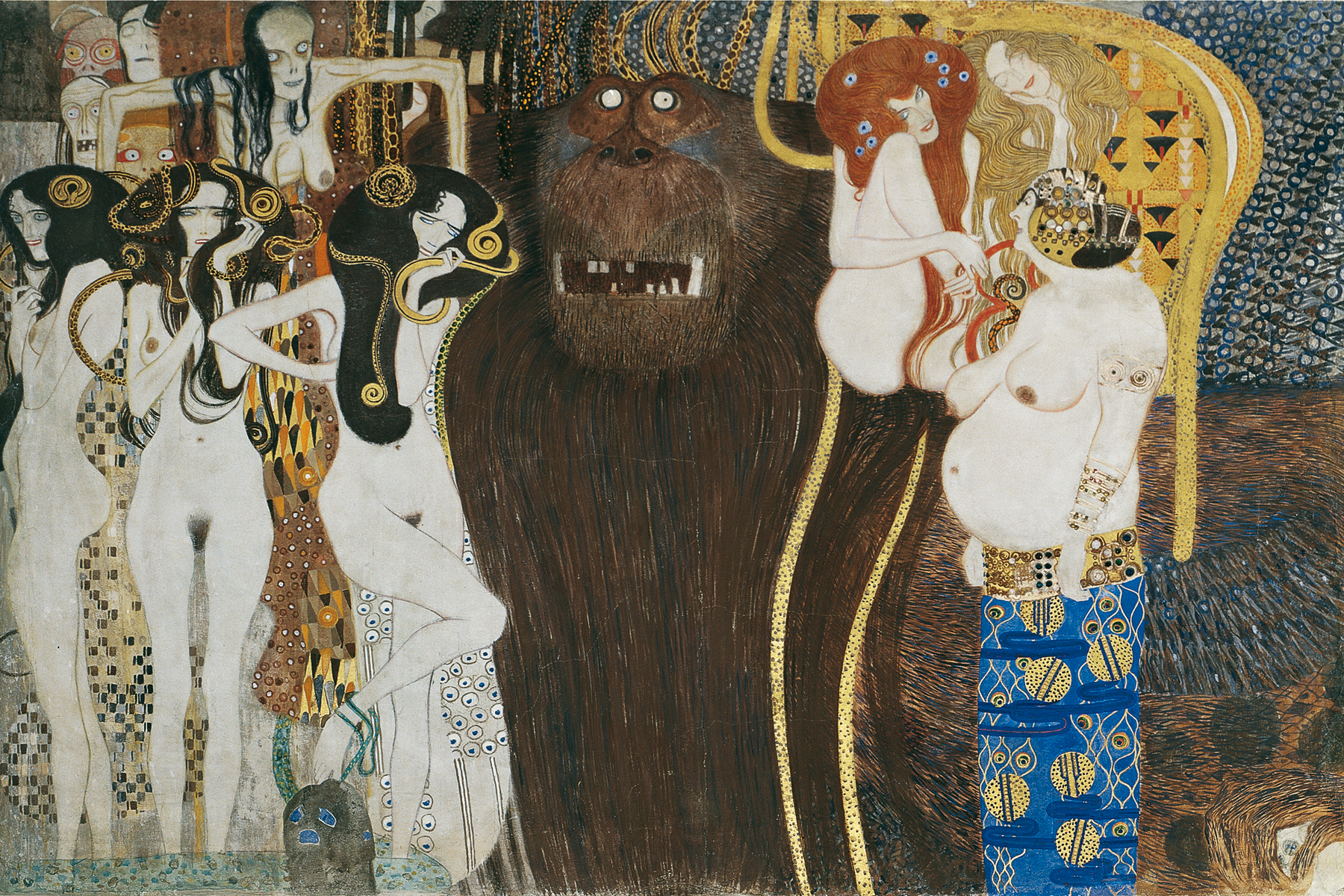
《貝多芬橫飾壁畫（邪惡敵對勢力 - 泰坦巨人堤丰與戈爾貢）》，1902年
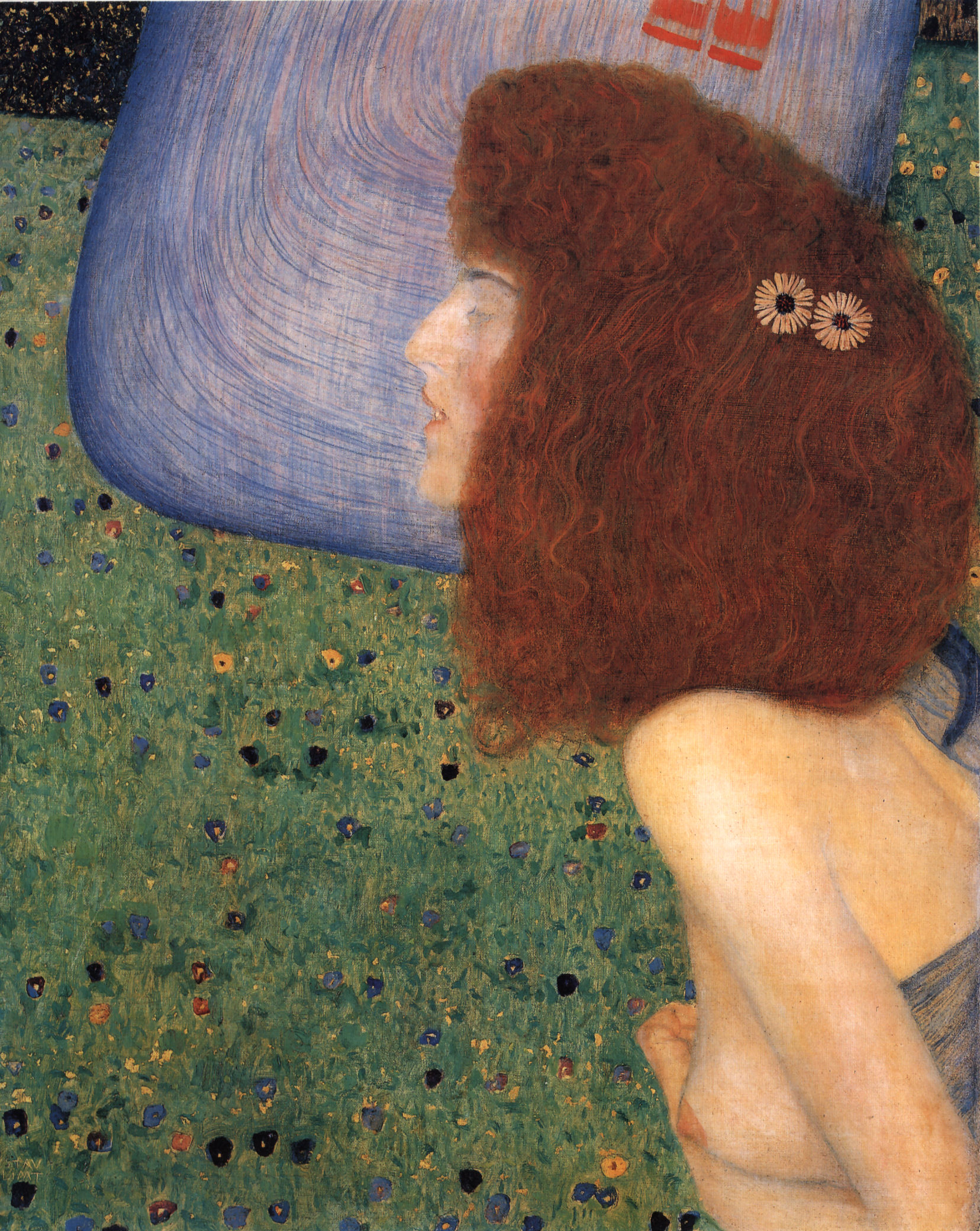
《藍面紗的女孩》，約1902-03年
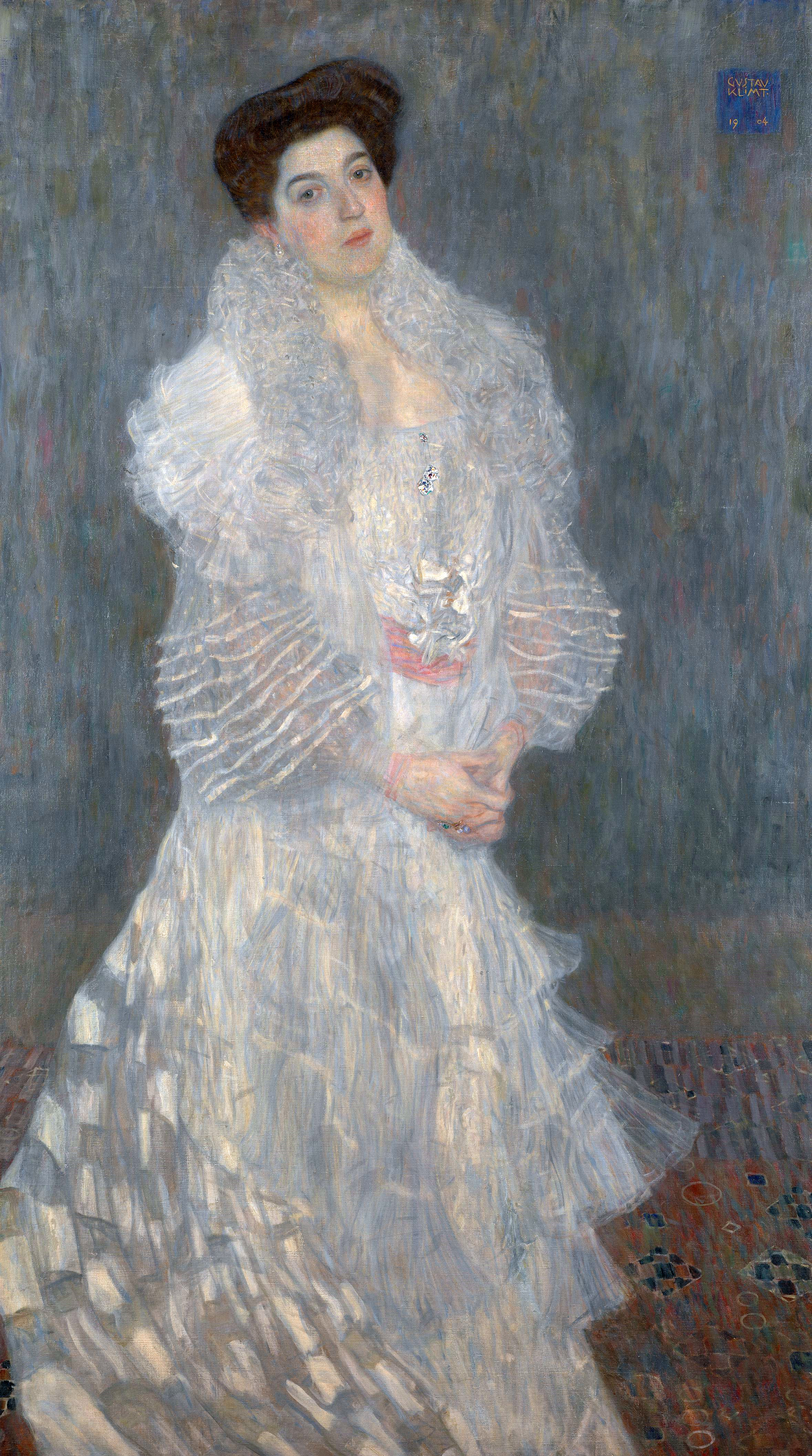
《荷明．高盧肖像》，1904年，倫敦國家美術館
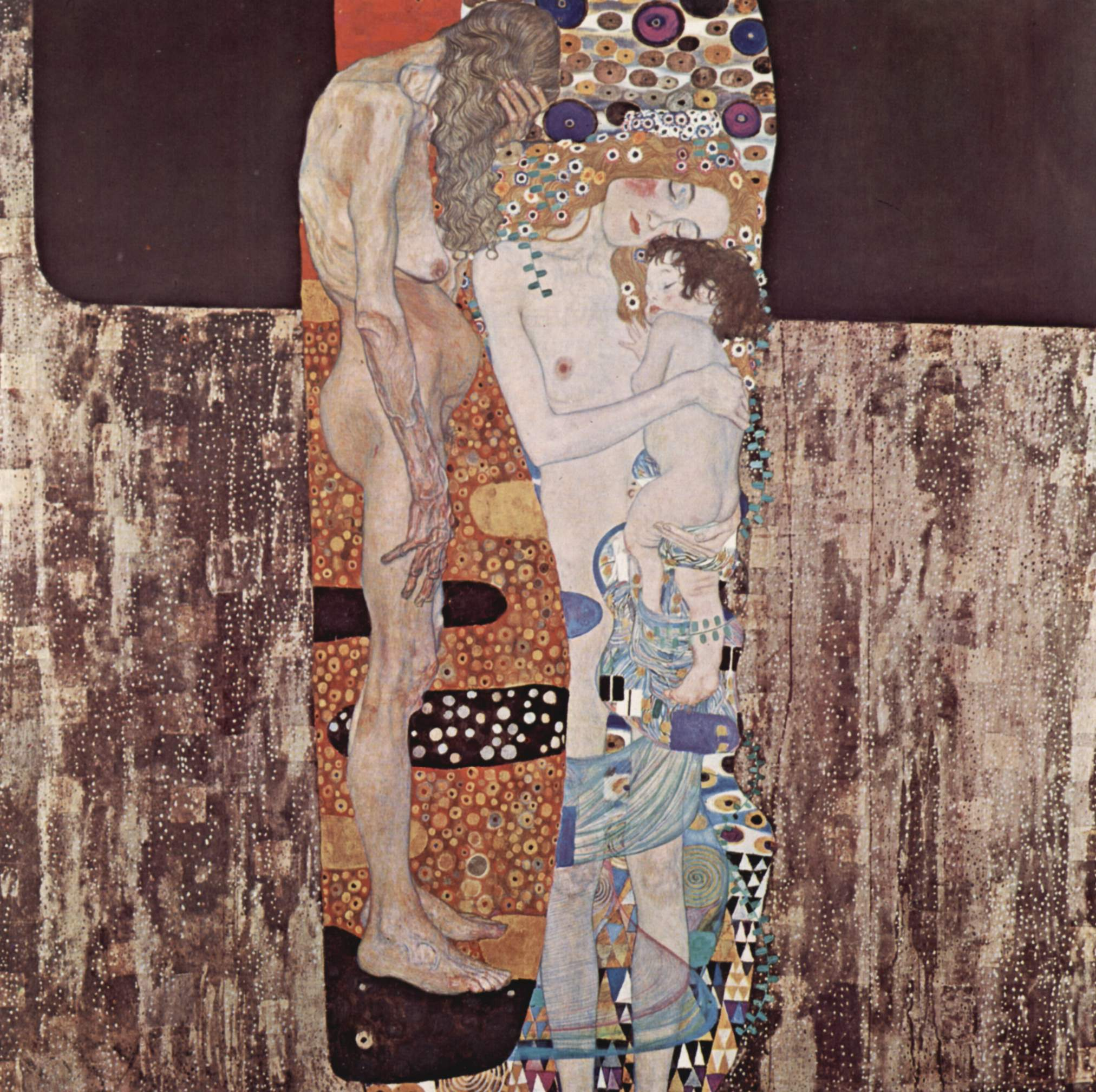
《女人的三個時期》，1905年，羅馬國立現代藝術美術館
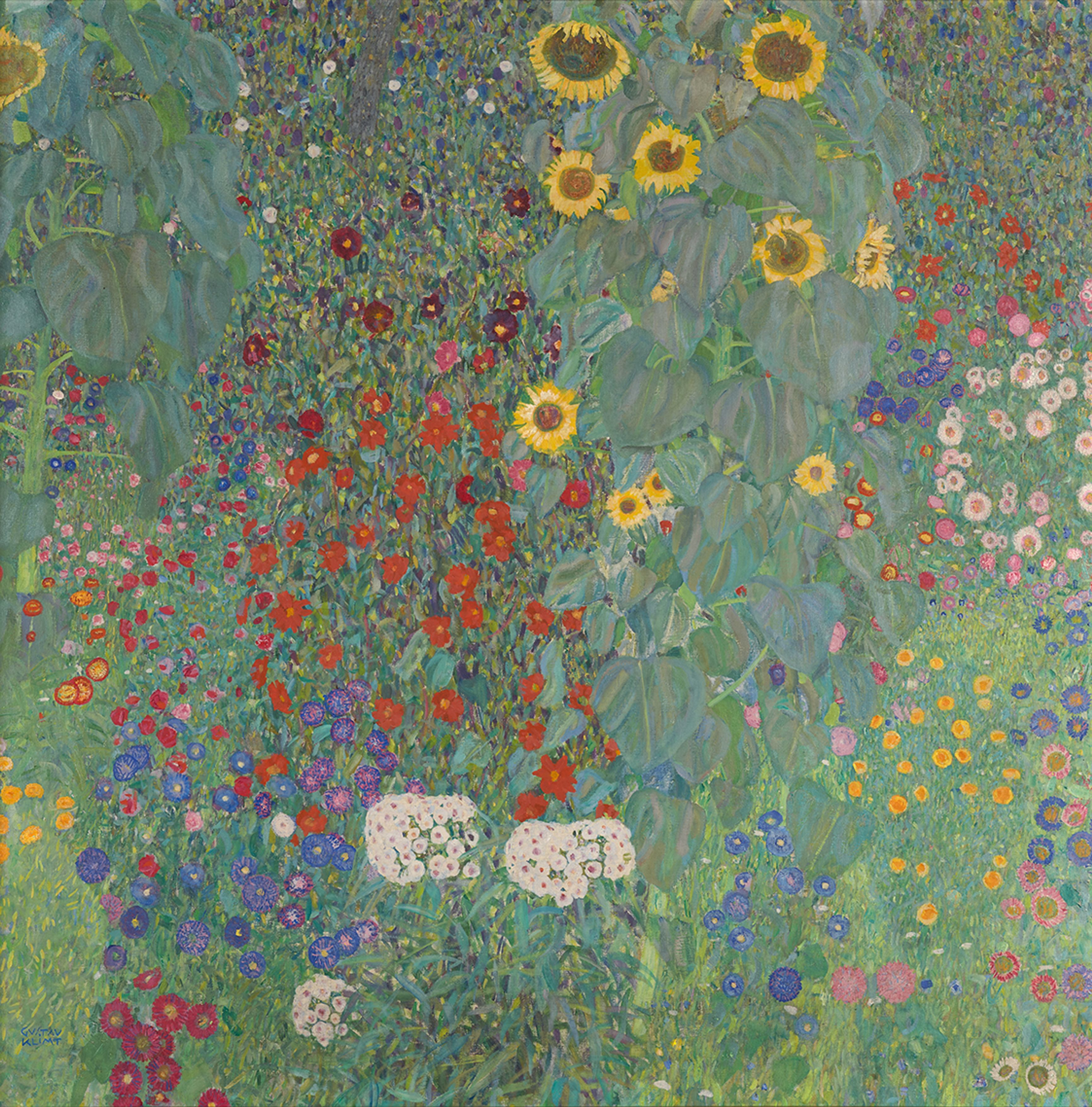
《有向日葵的花園》，1907年
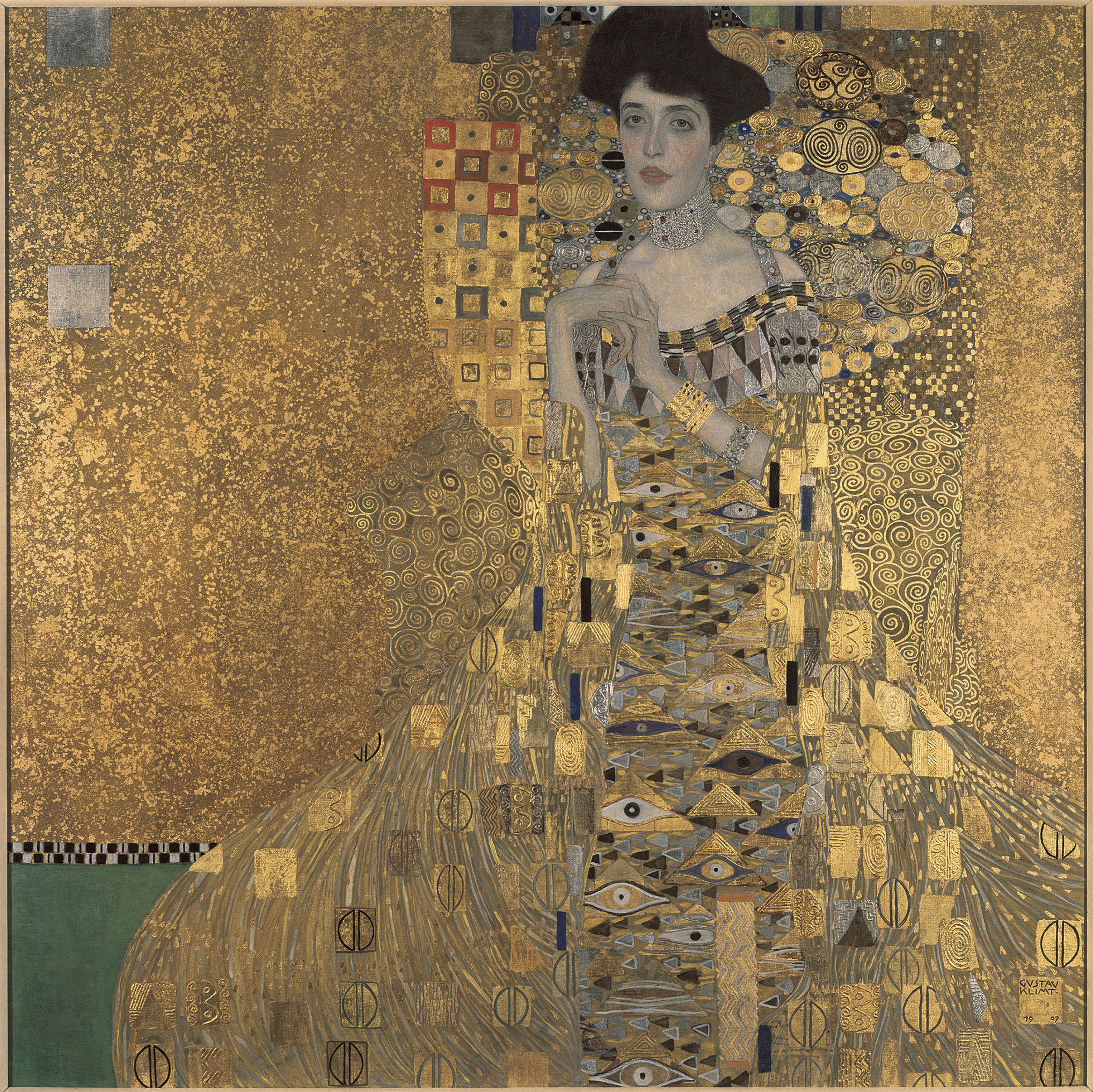
《艾蒂兒肖像一號》，1907年
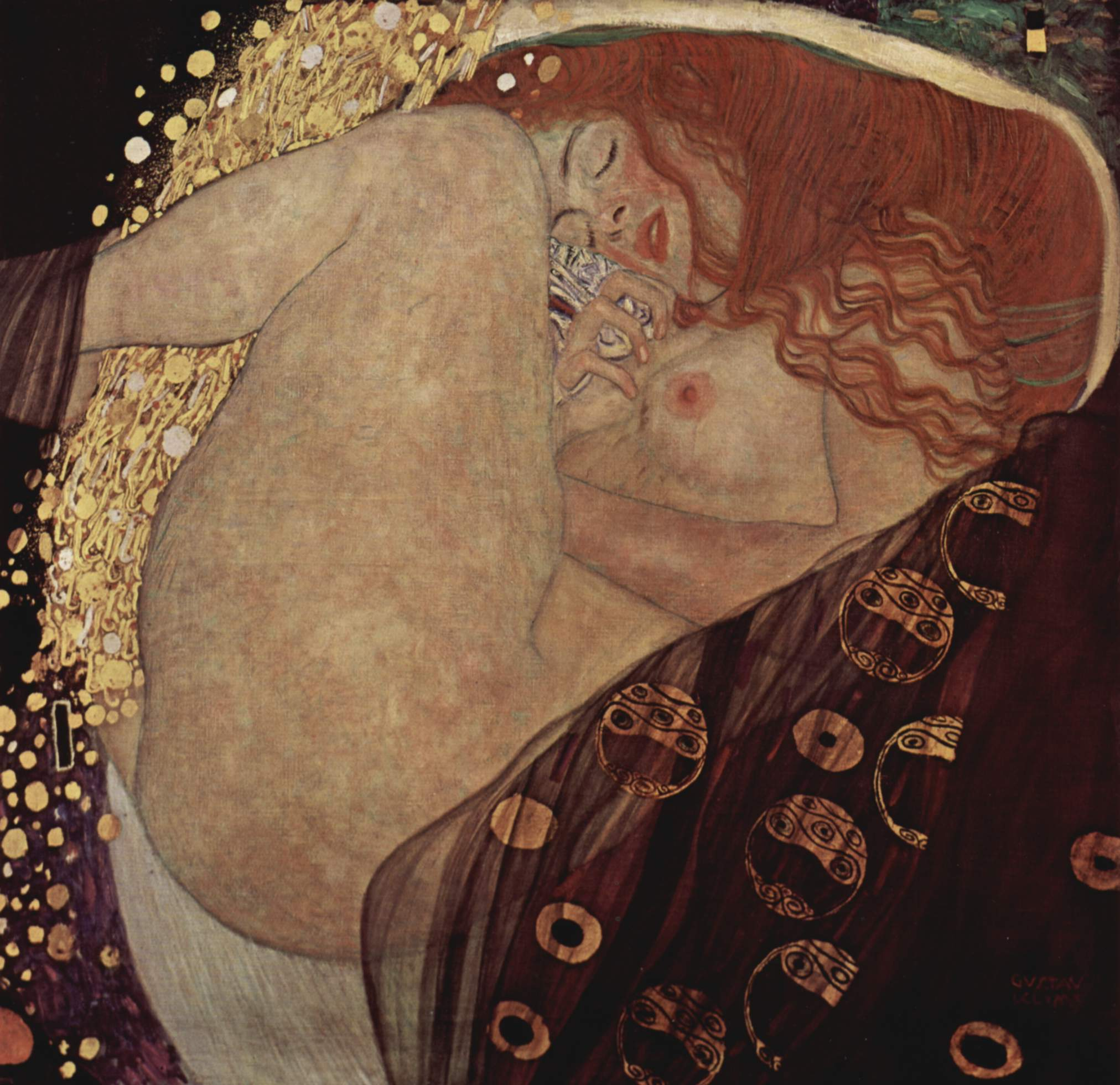
Danaë（英语：Danaë (Klimt painting)）（達那厄），1907-08年，私人收藏
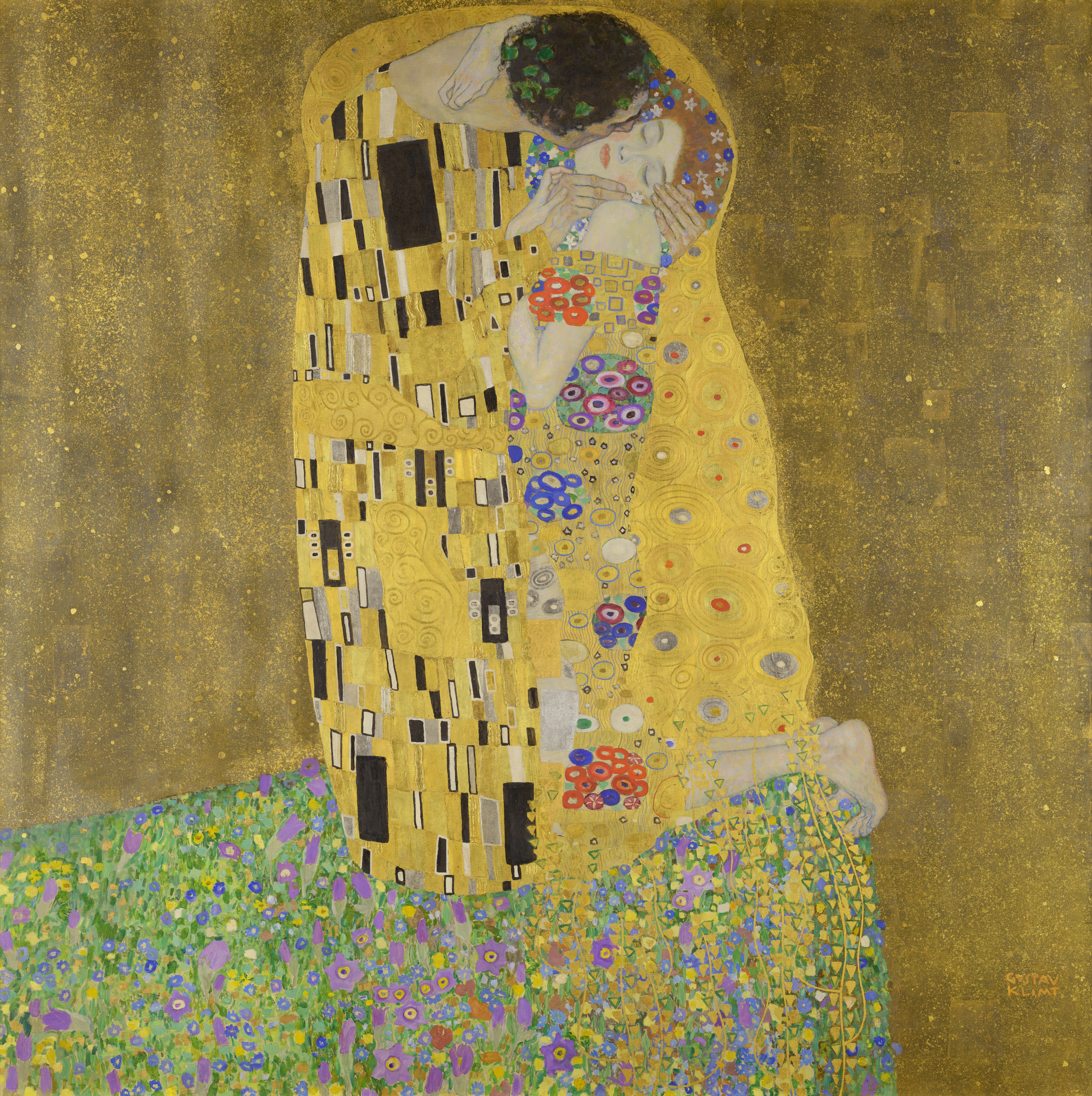
《吻》，1907-08年，奧地利美景宮美術館
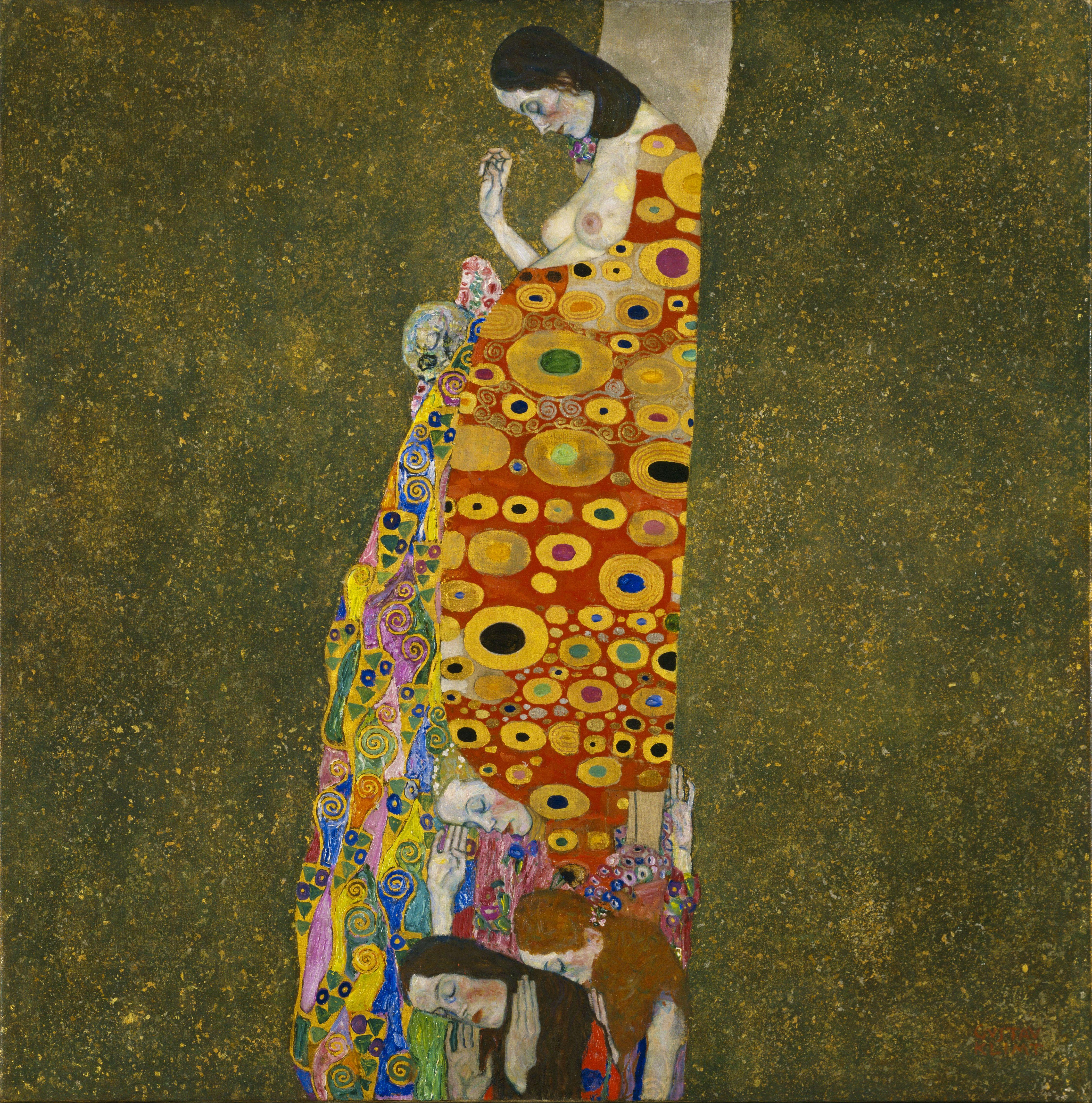
Hope II, 1907-08, Museum of Modern Art
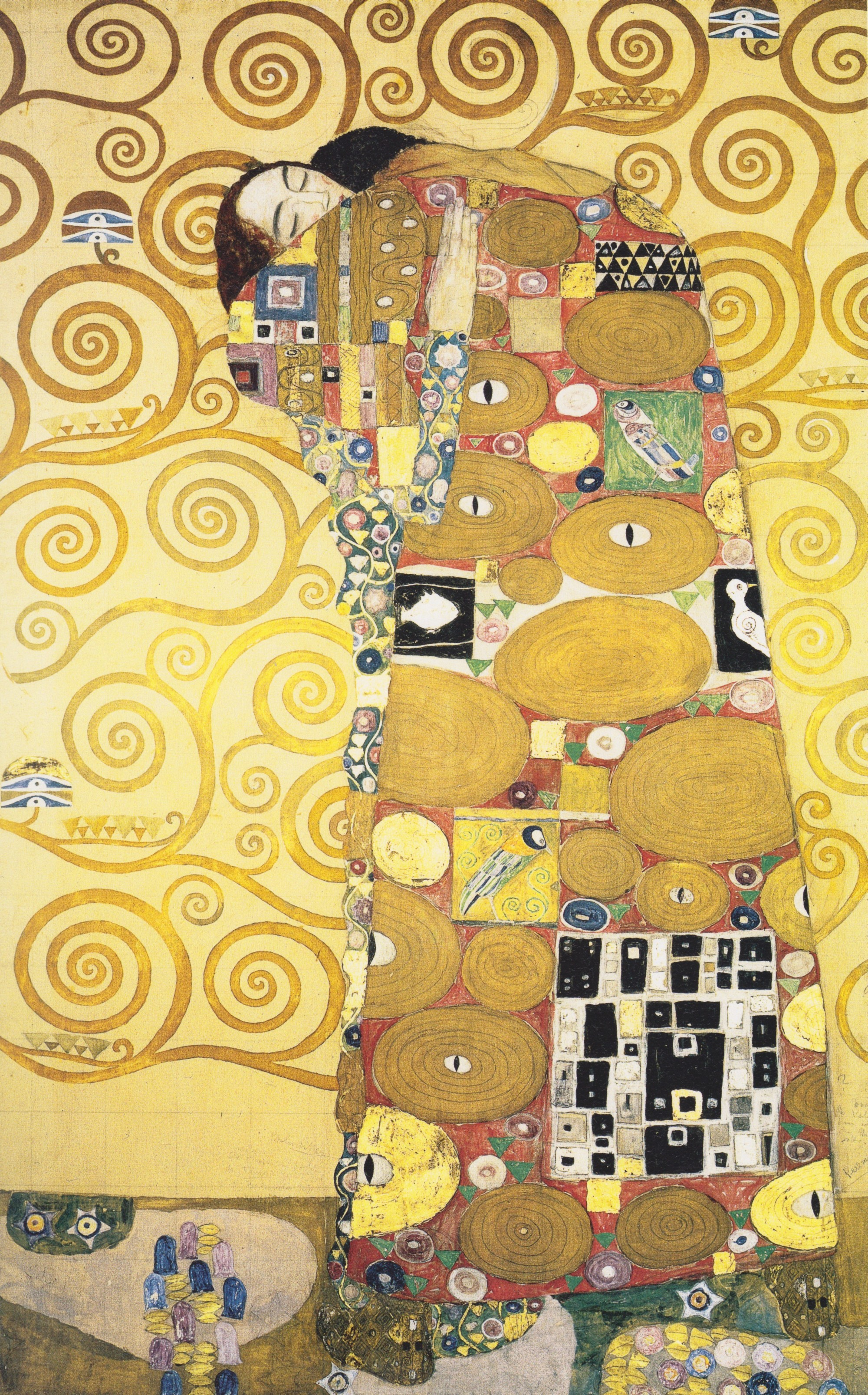
Fulfilment（滿足感）, 1905-09
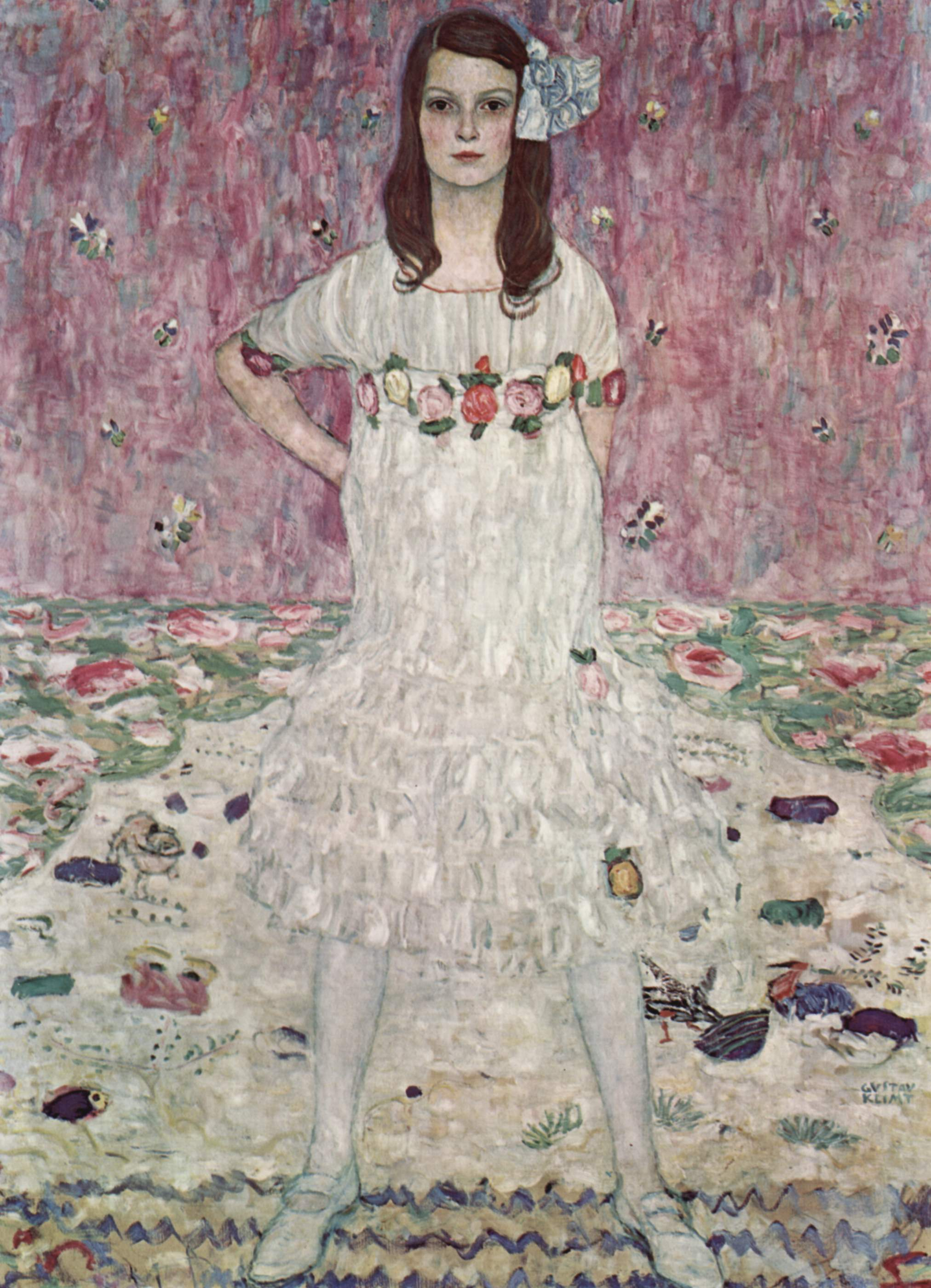
Mäda Primavesi. 1912. Oil on canvas. 150 × 110 cm. Metropolitan Museum of Art, New York.
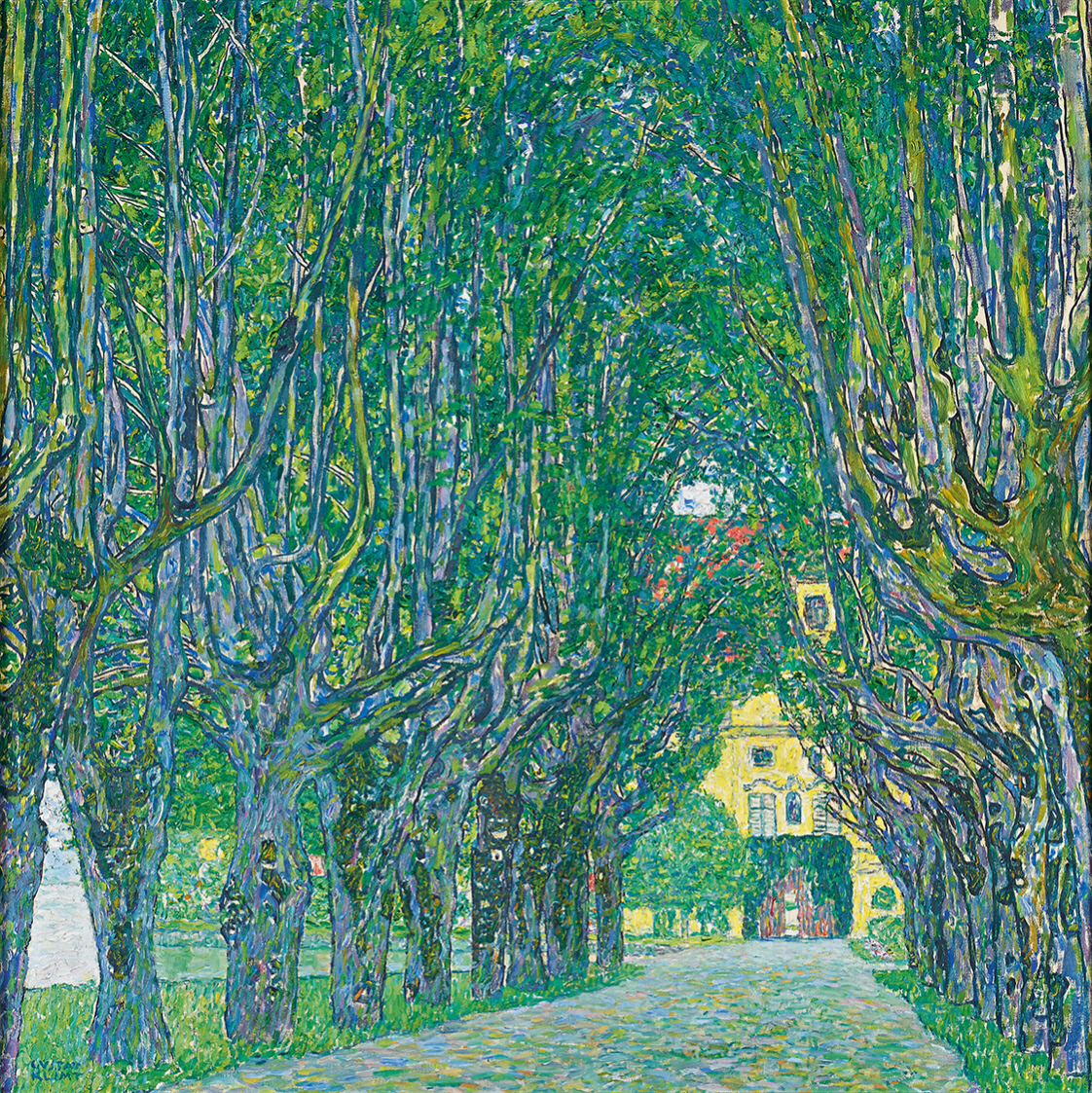
Avenue in Schloss Kammer Park, 1912. Belvedere, Vienna
《處女》(The Virgin)，1913年，布拉格國立美術館
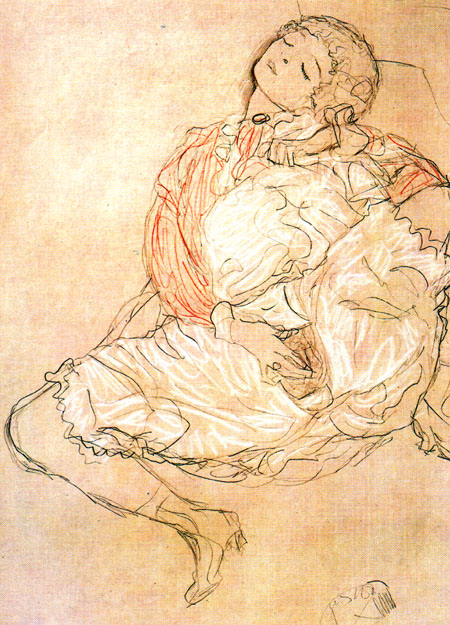
Mulher sentada, (1916)
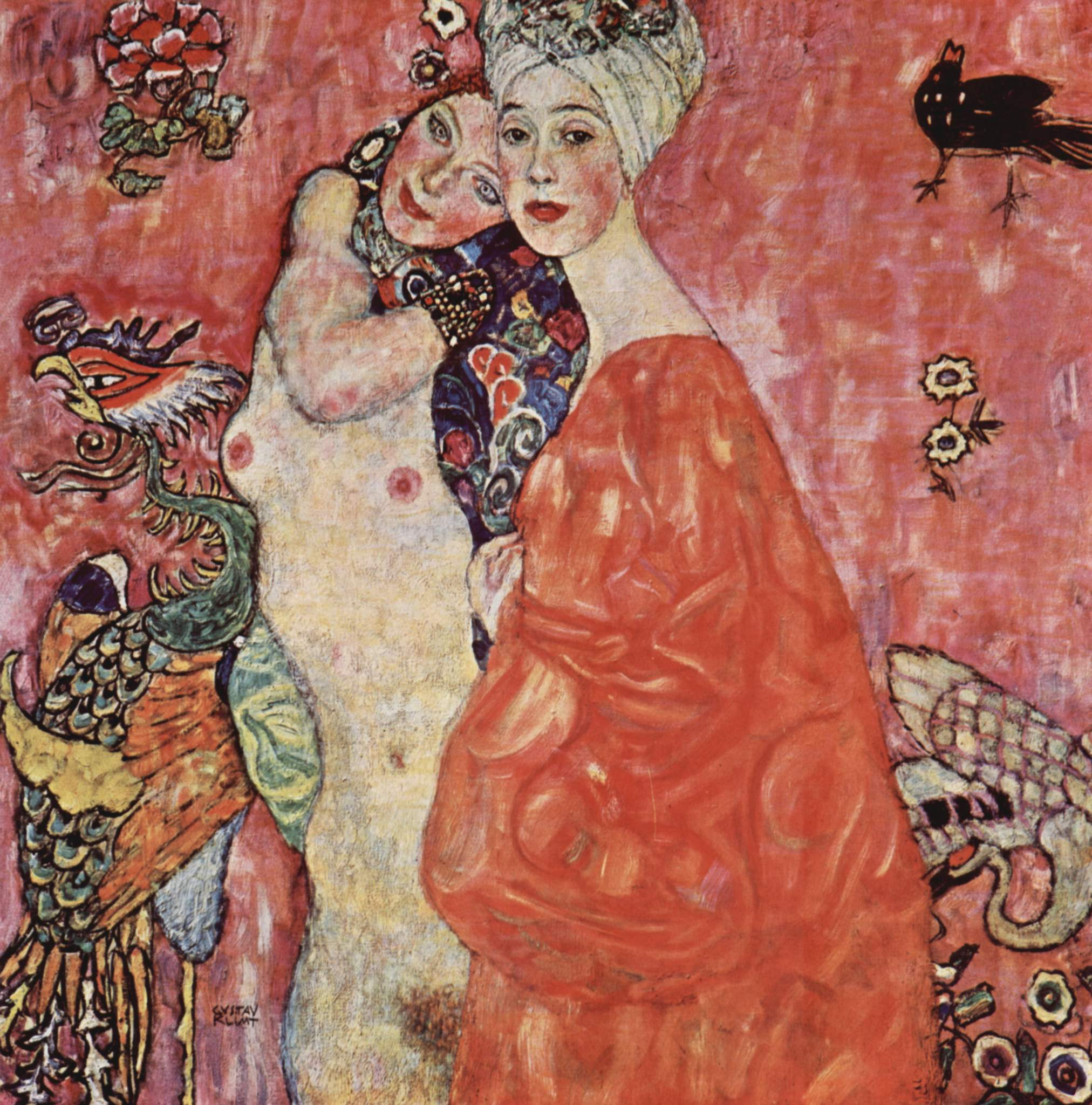
《女性友人》，1916-17年
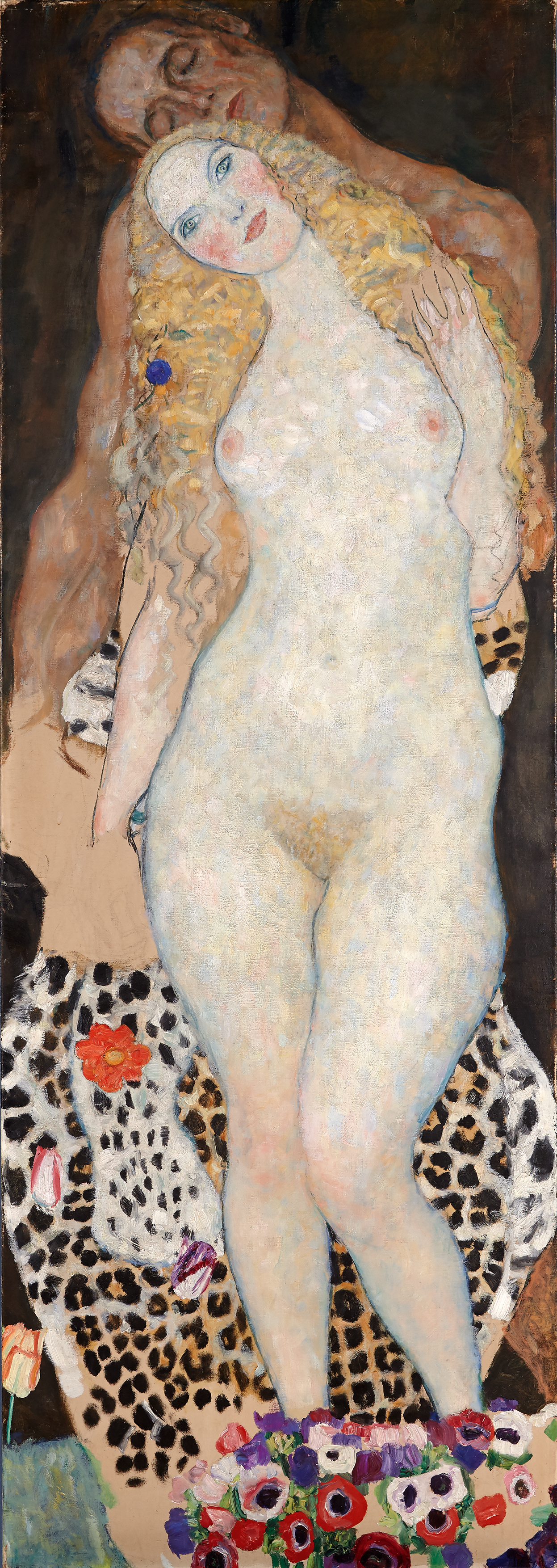
《亞當和夏娃》，1916-17年
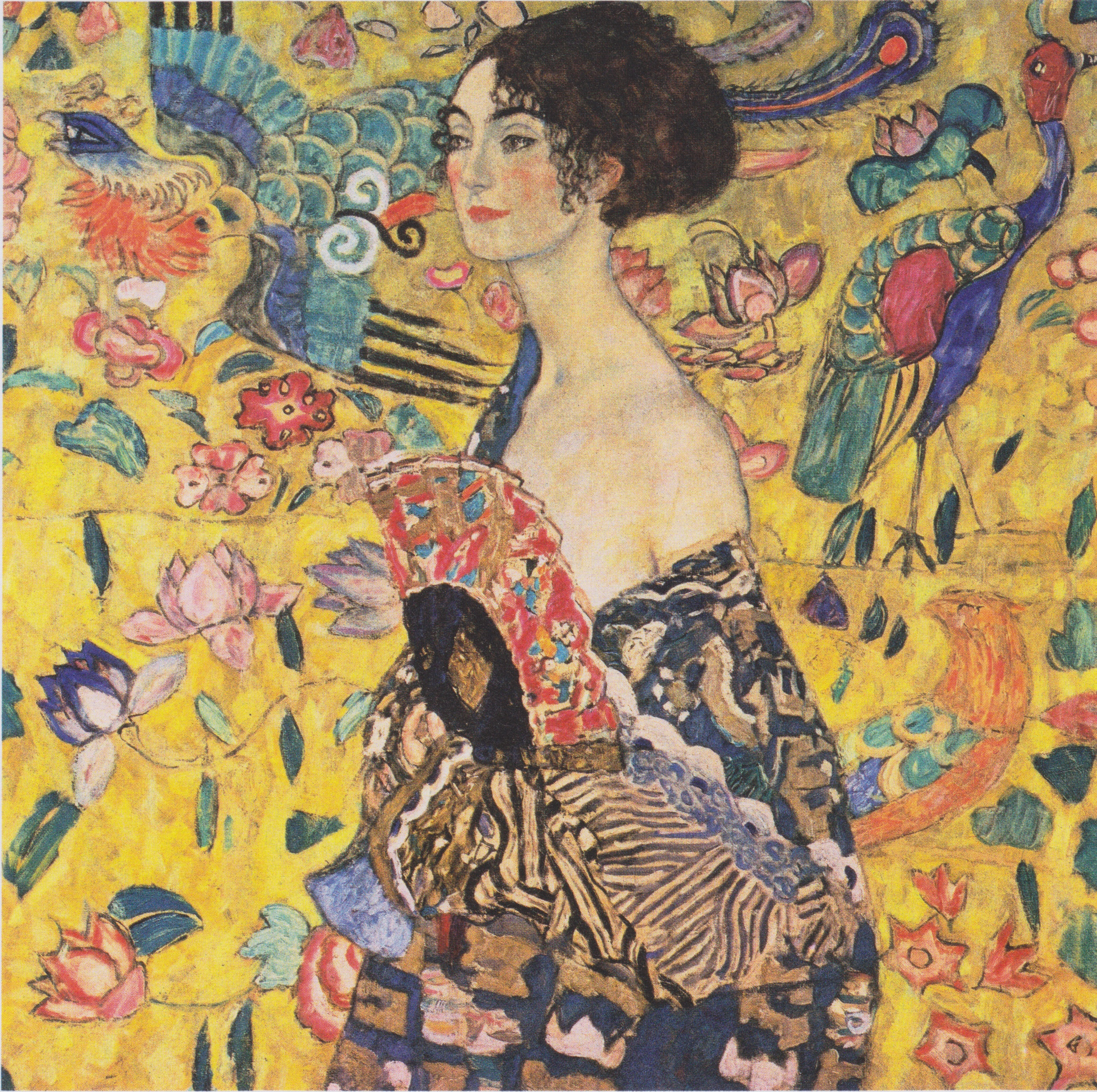
《持扇的女人》，1917-18年

## 外部連結
- "Adele's Wish" Documentary film on the Bloch-Bauer court case (Republic of Austria v. Altmann)（页面存档备份，存于）
- Gallery of works by Gustav Klimt at Zeno.org （页面存档备份，存于） （德文）
- Biography of Gustav Klimt Biography of Gustav Klimt
- iKlimt.com（页面存档备份，存于）
- Gustav Klimt（页面存档备份，存于）
- The Bloch-Bauer court case
- Web Museum Klimt page（页面存档备份，存于）
- Klimt （页面存档备份，存于）
- 互联网电影数据库（IMDb）上《克林姆和他的女人》的资料（英文）